# Emil Šmatlák
Emil Šmatlák (* 27. Januar 1916 in Prag; † 16. Juli 2006 in Modesto) war ein tschechoslowakischer Kanute.

## Leben
Šmatlák nahm an den Olympischen Sommerspielen 1936 in Berlin teil. 
Im Kajak-Einer über 1000 Meter schied er im ersten Halbfinale chancenlos als Siebter aus.